# روي ميلر (لاعب كريكت)
روي ميلر (24 ديسمبر 1924 بكينغستون في جامايكا - ) (بالإنجليزية: Roy Miller)‏ هو لاعب كريكت جامايكي. شارك مع منتخب الهند الغربية للكريكت ومنتخب جامايكا الوطني للكريكت.

## وصلات خارجية
- روي ميلر على موقع إي آس بي آن كريك إنفو (الإنجليزية)